# Challenger de Yeongwol 2013
El Yeongwol Challenger Tennis 2013 fue un torneo de tenis profesional que se jugó en pistas duras. Se trató de la 1ª edición del torneo que forma parte del ATP Challenger Tour 2013 . Tuvo lugar en Yeongwol, Corea del Sur entre el 4 y 10 de noviembre de 2013.

## Jugadores participantes del cuadro de individuales

### Cabezas de serie
| Favorito | País                            | Jugador        | Rank1 | Posición en el torneo |
| -------- | ------------------------------- | -------------- | ----- | --------------------- |
| 1        | Bandera de Alemania             | Julian Reister | 88    | Segunda ronda         |
| 2        | Bandera de Australia            | Matthew Ebden  | 98    | Segunda ronda         |
| 3        | Bandera de Eslovenia            | Blaž Kavčič    | 106   | Primera ronda         |
| 4        | Bandera de Estados Unidos       | Bradley Klahn  | 123   | CAMPEÓN               |
| 5        | Bandera de Serbia               | Dušan Lajović  | 134   | Primera ronda         |
| 6        | Bandera del Reino Unido         | James Ward     | 160   | Primera ronda         |
| 7        | Bandera de Bosnia y Herzegovina | Mirza Bašić    | 203   | Primera ronda         |
| 8        | Bandera de Australia            | Matt Reid      | 229   | Cuartos de final      |

- 1 Se ha tomado en cuenta el ranking del 28 de octubre de 2013.

### Otros participantes
Los siguientes jugadores recibieron una invitación (wild card), por lo tanto ingresan directamente al cuadro principal (WC):
- Chung Hyeon
- Chung Hong
- Nam Ji Sung
- Jeong Suk-Young

Los siguientes jugadores ingresan al cuadro principal tras disputar el cuadro clasificatorio (Q):
- Marcus Daniell
- Jason Jung
- Daniel Nguyen
- Alexander Ward

## Campeones

### Individual Masculino
- Bradley Klahn derrotó en la final a  Taro Daniel por  7–65, 6–2

### Dobles Masculino
- Marin Draganja /  Mate Pavić derrotaron en la final a  Lee Hsin-han /  Peng Hsien-yin por 6–4, 4–6, [10–7]